# アトリエサード
アトリエサード（ATELIER THIRD）は1996年に設立された日本の出版社。

## 概要
1992年から刊行されていた、SF評論の半商業誌「トーキングヘッズ叢書」の編集メンバーである、鈴木孝（現代表取締役）、いわためぐみ（現取締役）らにより創設された。 
自社出版物の編集・発行のほか、他社出版物やパンフ、ウェブサイト等の企画・編集・デザイン・執筆等を行っている。サブカルチャー全般に強く、ゲーム、コミック、ライトノベル、文学、アート、演劇、映画、舞踏、ゴシックなどに関するメディアの編集デザインを担当することが多い。
自社出版物には、文学やアートなどを中心としたクロスカルチャーマガジン「TH Series（トーキングヘッズ叢書）」、異端派アート誌「ExtrART（エクストラート）」、ホラー＆ダーク・ファンタジー専門誌「ナイトランド・クォータリー」をはじめ、アート書のシリーズ「TH ART Series」や評論書のシリーズ「TH Series ADVANCED」、海外の怪奇幻想小説のシリーズ「ナイトランド叢書」などの書籍等がある。
なお、アトリエサードの自社出版物は株式会社書苑新社が発売元となっている。